# 台灣大蟋蟀
臺灣大蟋蟀（英語：Formosan giant cricket），学名Brachytrupes portentosus Lichtenstein，台語俗稱肚猴（tō͘-kâu）、肚伯仔（tō͘-peh-á）。常會與螻蛄混淆。台灣地棲性蟋蟀約有50多種，只有台灣大蟋蟀是挖地穴，並居住於地穴中，因此台灣人的童年時光常有“灌肚猴”的記憶。

## 習性
臺灣大蟋蟀普遍分布於台灣全島平原到低海拔山區。一年發生一代，成蟲於每年5月開始羽化，7月開始產卵於地穴底部的卵室，產卵約100~200粒，卵期約30天。
幼蟲孵化後將會從地穴爬出，另築新地穴。幼蟲期約10個月，成蟲期約2~3個月。

## 外型
體長約4公分，身體呈暗褐色，觸角鞭狀，背部中央有縱溝，翅膀黑褐色。

## 外部連結
- 童年往事─灌蟋蟀  （页面存档备份，存于）